# Beeac
Beeac – miasto w Australii, w stanie Wiktoria.